# Sant Miquel de Vallmanya
Sant Miquel de Vallmanya és una obra del poble de Vallmanya, al municipi de Tordera (Maresme), protegida com a bé cultural d'interès local.

## Descripció
Es troba al km 5 sortint de Tordera cap a Hortsavinyà pel carrer de Vallmanya o d'Immaculada. La façana té el coronament ondulat típicament barroc. El campanar, quadrat, té el tram superior de maó vist i està cobert amb una cúpula. És el centre del veïnat de Vallmanya, compost per una església i la casa del sagristà, al voltant de les quals s'hi troba el cementiri. El conjunt mira cap al cim amb una esplanada al davant, des del qual s'albira tota la Vall de la Riera de Vallmanya fins als contraforts del Montnegre. Aquesta petita església s'albira entre el paisatge, amb el campanar de dos cossos de torre quadrada, més antic, que fa costat per simetria entre l'habitatge del sagristà a l'esquerra i la senzilla façana emblanquinada de la capella.

## Història
L'església està documentada des de l'any 1021. L'edifici actual és del segle xvi, modificat de nou el 1826, segons es pot llegir a la porta. En el 1315 se l'anomena com Sancti Michaelis de Vallemagna, en l'acte de presentació d'homenatge fet per Galceran de Camós a favor de Guillem, bisbe de Girona, per les dècimes d'aquesta parròquia. En el 1362 passa a pertànyer a la Catedral de Girona, com pot veure's en el Llibre verd dels feus del capítol de la catedral de Girona.